# Amt Blankenburg
Das Amt Blankenburg war ein Gerichts- und Verwaltungsbezirk in der Schwarzburg-Rudolstädter Oberherrschaft mit Sitz in Blankenburg.

## Geschichte
1208 erwarben die Grafen von Schwarzburg das Amt aus dem Reichsgut als Reichslehen. Ab 1274 gehörte es zu Schwarzburg-Blankenburg, ab 1574 zu Schwarzburg-Rudolstadt. Zwischen 1560 und dem 1. Januar 1829 wurde das Amt von Rudolstadt mitverwaltet. Seit 1829 war der Sitz des Amtes in Blankenburg.

## Umfang
Das Amt umfasste die Orte:
- Böhlscheiben
- Braunsdorf
- Cordobang
- Dittersdorf
- Geilsdorf (1812 an Amt Ilm)
- Groschwitz, Häusergruppe bei Lichstedt, 1829 an Amt Rudolstadt
- Kleingölitz
- Keilhau, 1829 an Amt Rudolstadt
- Kleingölitz
- Leutnitz
- Oberwirbach
- Schwarza, 1829 an Amt Rudolstadt
- Solsdorf
- Thälendorf
- Unterwirbach (Kondomium)
- Watzdorf
- Zeigerheim

## Aufgaben
Das Amt Blankenburg war zunächst Gericht erster Instanz und gleichzeitig untere Verwaltungsbehörde. Eine Trennung der Rechtsprechung von der Verwaltung war nicht gegeben.
Die Märzrevolution führte auch in Schwarzburg-Rudolstadt zur Forderung nach Abschaffung der Patrimonialgerichte und zur Trennung von Rechtsprechung und Verwaltung.
Am 1. Juli 1850 traten die Organisationsgesetze in Kraft, die das Gerichtswesen grundsätzlich änderte. Rechtsgrundlage war das Gesetz wegen künftiger Einrichtung der Rechtspflege vom 1. Mai 1850 und das Gesetz über die Zuständigkeit der Gerichte und über den Instanzenzug in bürgerlichen Rechtsstreitigkeiten. Damit waren die Patrimonialgerichte abgeschafft und Verwaltung und Rechtsprechung getrennt worden.
Das Amt war nun ein reines Justizamt, also Gericht erster Instanz mit einem Justizamtmann als Einzelrichter. Darüber stand das Kreisgericht Rudolstadt. Die Verwaltungsaufgaben waren an das neu geschaffene Landratsamt Rudolstadt übergegangen.
In der Reaktionsära wurde die Trennung von Rechtsprechung und Verwaltung aus Kostengründen wieder in Frage gestellt. Die Verordnung über die Organisation der unteren Landesverwaltungsbehörden vom 1. Mai 1858 hob die Landratsämter auf und überwies den Justizämtern die Verwaltungsaufgaben. Auf Wunsch des Landtags wurden mit Gesetz vom 7. Februar 1868 die Landratsämter wiederhergestellt und die Gerichte wieder von den Verwaltungsaufgaben befreit. In diesem Zusammenhang wurde allerdings das Amt Blankenburg endgültig aufgehoben und sein Gerichtssprengel dem Justizamt Rudolstadt zugeordnet.

## Patrimonialgerichte
Im Amt bestanden eine Anzahl an Patrimonialgerichten. Für diese Orte und Gebiete war nicht das Amt Blankenburg, sondern das jeweilige Patrimonialgericht Eingangsgericht.
| Gericht                            | Sitz            | Art                     | Gerichtsherr / Anmerkungen         |
| ---------------------------------- | --------------- | ----------------------- | ---------------------------------- |
| Patrimonialgericht Fröbitz         | Fröbitz         | Ober- und Niedergericht | von Holleben                       |
| Patrimonialgericht Lichstedt       | Lichstedt       | Erb- und Niedergericht  | von Ketelhodt                      |
| Patrimonialgericht Quittelsdorf    | Quittelsdorf    | Ober und Niedergericht  | von Wurm (bis 1827, danach Domäne) |
| Patrimonialgericht Storchsdorf     | Storchsdorf     |                         | zu Quittelsdorf                    |
| Patrimonialgericht Unterrottenbach | Unterrottenbach |                         | zu Quittelsdorf                    |

Die Stadt Blankenburg verfügte über eine eigene Niedergerichtsbarkeit.